# 西北劍橋郡 (英國國會選區)
西北劍橋郡（英語：North West Cambridgeshire），英國國會一郡選區，包括英格蘭東部劍橋郡彼得伯勒和亨廷登郡一部。始設於1997年。
本區一直支持保守黨。沙利什·瓦拉在2010年大選中以50.5%選票勝出該區首次當選。